# Yoni Amar
Pour les articles homonymes, voir Amar.
 (septembre 2014).
Si vous disposez d'ouvrages ou d'articles de référence ou si vous connaissez des sites web de qualité traitant du thème abordé ici, merci de compléter l'article en donnant les références utiles à sa vérifiabilité et en les liant à la section « Notes et références ».
Yoni Amar est un comédien et chanteur français.

## Carrière
- 2002-2003 : Les Loups bleus de Laurent Combaz, mise en scène de Jean-Luc Rougny, théâtre du Casino Grand Cercle à Aix-les-Bains, théâtre du Château-Rouge à Annemasse vindieu et tournée en Suisse : Simien
- 2005 : Revue « Musicales Comédies », théâtre de l'Essaïon
- 2005-2007 : Chance!, mise en scène de Hervé Devolder et chorégraphies de Catherine Arondel, Le Méry, Le Trianon et tournée : le coursier
- 2006 : Pas sur la bouche, opérette de Maurice Yvain, mise en scène de Pierre Sybil, festival d'opérettes d'Aix-les-Bains : Charley
- 2007 : Violettes impériales, opérette d'Henri Varna, mise en scène de Pierre Sybil, festival d'opérettes d'Aix-les-Bains : Loquito
- 2007 : Un siècle de music-hall (spectacle de music-hall), mise en scène de Renaud Maurin, théâtre de la Grande Comédie (Paris)
- 2007 : Roméo et Juliette, de la haine à l'amour de Gérard Presgurvic, mise en scène de Redha, tournée en Corée du Sud et Taïwan : Benvolio et le prince de Vérone (en alternance)
- 2007 : Complètement barré d'Agnès Muckensturm, mise en scène de Frédéric Baptiste, théâtre des Variétés: Roméo
- 2008 : Il était une fois les années 70, mise en scène de Michel Durant, tournée dans les théâtres parisiens
- 2008 : Les Saltimbanques, mise en scène de Pierre Sybil, Théâtre municipal de Tourcoing : André
- 2008 : La Vie parisienne, mise en scène de Fabrice Lelièvre, festival d'opérettes d'Aix-les-Bains : le Brésilien
- 2008 : Jonas d'Étienne et Jocelyne Tartenaud, mise en scène de Sophie Tellier, théâtre Saint-Léon (Paris) : l'ange Gabriel
- 2008 : Il était une fois, texte et mise en scène de Cécile Jabinet, espace Comédia (Paris) : Crochet, le grand méchant loup, un ramoneur et le prince charmant
- 2008-2009 : Merlin, le musical de Bernard Poli et Ned Grujic, mise en scène de Ned Grujic, Palais des congrès de Paris : Lancelot du Lac
- 2009 : Hair, mise en scène de Ned Grujic, Le Trianon : Ronny
- 2009 : Les Misérables de Claude-Michel Schönberg, mise en scène de Gérard Demierre, théâtre de Beaulieu à Lausanne : Enjolras
- 2010 : Un violon sur le toit, mise en scène de Jeanne Deschaux, Le Palace : Perchik
- 2012-2013 : Sister Act, mise en scène de Carline Brouwer et Jerry Zaks, théâtre Mogador
- 2013-2014 : La Belle et la Bête, théâtre Mogador : La Bête[1]

## Doublage

### Films
- 2015 : Pyramide : le stagiaire égyptien joufflu (Omar Benbrahim)
- 2017 : La Belle et la Bête : la Bête (Dan Stevens)

### Téléfilm
- 2014 : Aaliyah : Destin brisé : Damon Dash (Anthony Grant)

### Séries télévisées
- 2015 : Scream : Will Belmont (Connor Weil)
- 2016 : Luke Cage : Wilfredo « Chico » Diaz (Brian « Sene » Marc)

### Séries d’animation
- 2014 : La forêt de l’Étrange : La Bête